# Fátima Djarra Sani

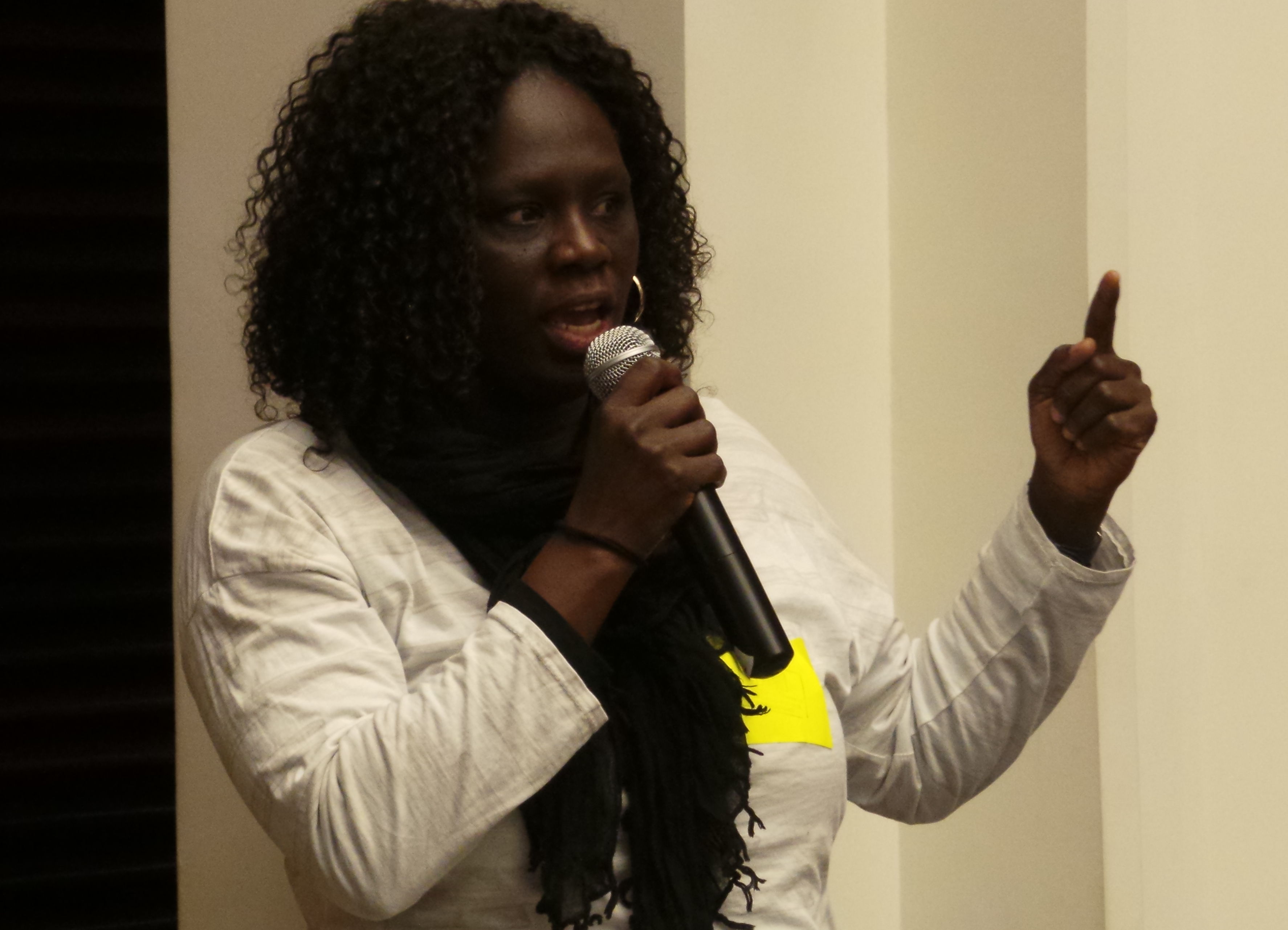
Fatima Djarra Sani 2017

Fátima Djarra Sani (geb. 1968 in Bissau) ist eine guinea-bissauische Feministin, die für die Sichtbarkeit afrikanischer Frauen und gegen Weibliche Genitalverstümmelung (female genital mutilation, FGM) kämpft.

## Leben
Fátima Djarra Sani wurde 1968 in Bissau geboren, der Hauptstadt der damaligen portugiesischen Kolonie Portugiesisch-Guinea. Ihre Familie gehört zur Ethnie der Mandingas. Sie selbst erlitt Genitalverstümmelung, als sie vier Jahre alt war. Sie kämpft mit Médecins du Monde gegen Weibliche Genitalverstümmelung in Afrika.
2008 schloss sie sich den Médecins du Monde an und hat seither Workshops und Lesungen organisiert und Projekte zur Sexual-Gesundheit und zur Verhinderung von Genitalverstümmelung vorangetrieben.
Sie beteiligte sich an der Verfassung eines Protokolls zur Verhinderung und Aktion gegen Genitalverstümmelung, welches im Juni 2013 in Navarra in Spanien verabschiedet wurde.
2020 war sie Teil eines Teams, welches die Aktionen vorstellte, welche in Navarra stattgefunden hatten. Mehr als 200 Interventionen waren in Navarras African community durchgeführt worden. Dabei wurden sowohl Frauen, als auch Männer angesprochen, da es eine wachsendes Bewusstsein gibt, dass auch Männer überzeugt werden müssen, um den Wandel zu bewirken.

## Werke
- Indomable: de la mutilación a la vida. („Unbesiegbar: Aus der Verstümmelung ins Leben“, Autobiographie) Ediciones Península 2015.[5]